# Thales Lima
Thales Lima (sinh ngày 20 tháng 2 năm 1989) là một cầu thủ bóng đá người Brasil.

## Sự nghiệp câu lạc bộ
Thales Lima đã từng chơi cho Roasso Kumamoto.